# NGC 2493
NGC 2493 je galaksija u zviježđu Risu.

## Vanjske poveznice
- SEDS: NGC 2493